# A Hero’s Death
A Hero’s Death — второй студийный альбом ирландской пост-панк-группы Fontaines D.C.. Он был выпущен 31 июля 2020 года на Partisan Records, менее чем через 18 месяцев после выхода их дебютного альбома Dogrel. Альбом получил одобрение критиков после выхода, ознаменовав частичный отход от бурлящего и вызывающего тревогу пост-панк звучания, характерного для их первой пластинки, и включение более мечтательных и психоделических аспектов, вдохновлённых The Beach Boys, как одним из многих влияний, во время работы над альбомом.
Альбом был номинирован на премию «Грэмми» 2021 года в категории «Лучший рок-альбом», а также получил номинацию на Brit Awards для международной группы на Brit Awards 2021 года и «Альбом года» на Choice Music Prize 2020 года

. Он также был номинирован на премию Айвора Новелло за лучший альбом в 2021 году.
После широко разрекламированной борьбы за первое место в чарте с американской певицей Тейлор Свифт, A Hero’s Death дебютировал на втором месте в Великобритании после её альбома Folklore из-за тактики продаж команды Свифт в последнюю минуту.

## Предыстория
После выхода Dogrel Fontaines D.C. отправились в турне весной 2019 года вместе с британской панк-рок группой Idles. Тур включал в себя североамериканский этап с марта по май 2019 года. После североамериканского тура группа выступила на нескольких европейских летних музыкальных фестивалях, включая Гластонбери, Roskilde, Viva, StereoLeto, TRNSMT, Dour, Y Not, Haldern Pop и Ypsigrock. После летних европейских фестивалей группа отправилась в осенний тур 2019 года по Северной Америке в качестве хедлайнера. Группа завершила тур для Dogrel хэдлайнерским туром по Европе, который завершился в феврале 2020 года.
Во время тура группа писала и записывала материал для своего второго студийного альбома. Продюсером альбома выступил Дэн Кэри, который продюсировал их дебютный альбом Dogrel. 5 мая 2020 года группа выпустила сингл «A Hero’s Death» с соответствующим музыкальным видео. После выхода сингла группа объявила о выходе альбома на 31 июля 2020 года.
По словам вокалиста Гриана Чаттена, название альбома было вдохновлено строчкой из пьесы ирландского писателя Брендана Бихана. Чаттен сказал, что название альбома — это «попытка сбалансировать искренность и неискренность, но в более широком смысле оно о борьбе между счастьем и депрессией, а также о проблемах доверия, которые могут быть связаны с обоими этими чувствами». На обложке альбома изображена статуя ирландского мифологического полубога Кухулина под названием «The Dying Cuchulain» работы Оливера Шеппарда.

## Отзывы
| Совокупная оценка    | Совокупная оценка |
| Источник             | Оценка            |
| -------------------- | ----------------- |
| AnyDecentMusic?      | 8.0/10            |
| Metacritic           | 84/100            |
| Оценки критиков      |                   |
| Источник             | Оценка            |
| AllMusic             | [ 14 ]            |
| Clash                | 9/10              |
| DIY                  | [ 16 ]            |
| The Guardian         | [ 17 ]            |
| The Independent      | [ 18 ]            |
| The Irish Times      | [ 19 ]            |
| The Line of Best Fit | 8.5/10            |
| NME                  | [ 21 ]            |
| Pitchfork            | 8.1/10            |
| Q                    | [ 22 ]            |
| Rolling Stone        | [ 23 ]            |

Альбом получил в основном положительные отзывы от музыкальных журналистов.
Его рейтинг на Metacritic равный 84 из 100 на основе 23 рецензий означает «всеобщее признание».
Элизабет Нельсон, написавшая для Pitchfork, поставила альбому 8,1 балла из 10, описав A Hero’s Death как «пьянящий, забавный и бесстрашный». Нельсон резюмировала альбом как «безрадостный и маниакальный триумф, фильм ужасов, снятый как комедия, в равных частях шокированный будущим и прикованный к истории». Автор The Guardian Бен Бомон-Томас поставил альбому пять звёзд из пяти, заявив, что Fontaines D.C. «выдают сложный, но мощный второй альбом, полный песен, которые смотрят жизни в лицо».
Несколько музыкальных критиков высказали более неоднозначное мнение о A Hero’s Death. Лиам Мартин, написавший для AllMusic, оценил альбом в три с половиной звезды из пяти, посчитав, что второй альбом группы не дотягивает до их дебюта Dogrel. Мартин сказал: «Их дебют выиграл от сильных синглов и целостного локального элемента, который придал ему силу. Здесь синглы не такие сильные, а потная атмосфера дебюта исчезла, как будто кто-то включил кондиционер». Мартин все же признал, что «их вторая попытка не дотягивает до величия только в относительном смысле, поскольку в альбоме все ещё есть много того, что можно любить».

## Коммерческие показатели
Согласно ранним статистическим данным, альбом A Hero’s Death должен был возглавить чарт альбомов Великобритании UK Albums Chart в дебютную неделю, сместив на третье место альбом Тейлор Свифт Folklore, который за неделю до этого дебютировал на первом месте. Однако после публикации чарта середины недели, в котором говорилось, что A Hero’s Death обогнал Folklore более чем на 10 000 копий за неделю, маркетинговая команда Свифт решила выпустить физические диски Folklore на три дня раньше первоначально запланированной даты. «Это было нечто вроде странного чувства польщенности, потому что мысль о том, что огромная корпорация боится потерять лицо перед группой парней из Дублина, кажется мне уморительной», — сказал Чаттен о битве за чарт.
В итоге тактика продаж в последнюю минуту привела к тому, что A Hero’s Death дебютировал на втором месте после Folklore, уступив 3 500 копий. Год спустя Чаттен сказал, что группа не хотела привлекать к себе внимание из-за борьбы за чарты.
Альбом также дебютировал на втором месте в Ирландии и под номером один в Шотландии.

## Список композиций
| №                   | Название                 | Длительность |
| ------------------- | ------------------------ | ------------ |
| 1.                  | «I Don't Belong»         | 4:31         |
| 2.                  | «Love Is the Main Thing» | 3:53         |
| 3.                  | «Televised Mind»         | 4:10         |
| 4.                  | «A Lucid Dream»          | 3:53         |
| 5.                  | «You Said»               | 4:36         |
| 6.                  | «Oh Such a Spring»       | 2:32         |
| 7.                  | «A Hero's Death»         | 4:18         |
| 8.                  | «Living in America»      | 4:56         |
| 9.                  | «I Was Not Born»         | 3:50         |
| 10.                 | «Sunny»                  | 4:52         |
| 11.                 | «No»                     | 5:08         |
| Общая длительность: | Общая длительность:      | 46:33        |

| №                   | Название               | Длительность |
| ------------------- | ---------------------- | ------------ |
| 12.                 | «Liberty Belle» (Live) | 3:42         |
| Общая длительность: | Общая длительность:    | 50:30        |

## Чарты

### Еженедельные чарты
| Чарт (2020)                            | Высшая позиция |
| -------------------------------------- | -------------- |
| Австралия (ARIA)                       | 26             |
| Австрия (Ö3 Austria)                   | 61             |
| Бельгия/Фландрия (Ultratop)            | 9              |
| Бельгия/Валлония (Ultratop)            | 8              |
| Нидерланды (Album Top 100)             | 12             |
| Франция (SNEP)                         | 28             |
| Германия (Offizielle Top 100)          | 14             |
| Ирландия (Irish Albums Chart)          | 2              |
| Италия (FIMI)                          | 47             |
| Португалия (AFP)                       | 37             |
| Шотландия (Scottish Albums Chart)      | 1              |
| Испания (PROMUSICAE)                   | 60             |
| Швейцария (Schweizer Hitparade)        | 12             |
| Великобритания (UK Albums Chart)       | 2              |
| США (Billboard Top Heatseekers Albums) | 2              |
| США (Billboard Independent Albums)     | 44             |

## Сертификации
| Регион                                                                      | Сертификация | Продажи |
| --------------------------------------------------------------------------- | ------------ | ------- |
| Великобритания (BPI)                                                        | Серебряный   | 60 000  |
| Данные о продажах + прослушиваниях приведены только на основе сертификации. |              |         |